# Władysław Naprawa
Władysław Naprawa (ur. 28 kwietnia 1898 w Glinach, zm. 31 grudnia 1975 w Warszawie) – major piechoty Wojska Polskiego, kawaler Orderu Virtuti Militari.

## Życiorys

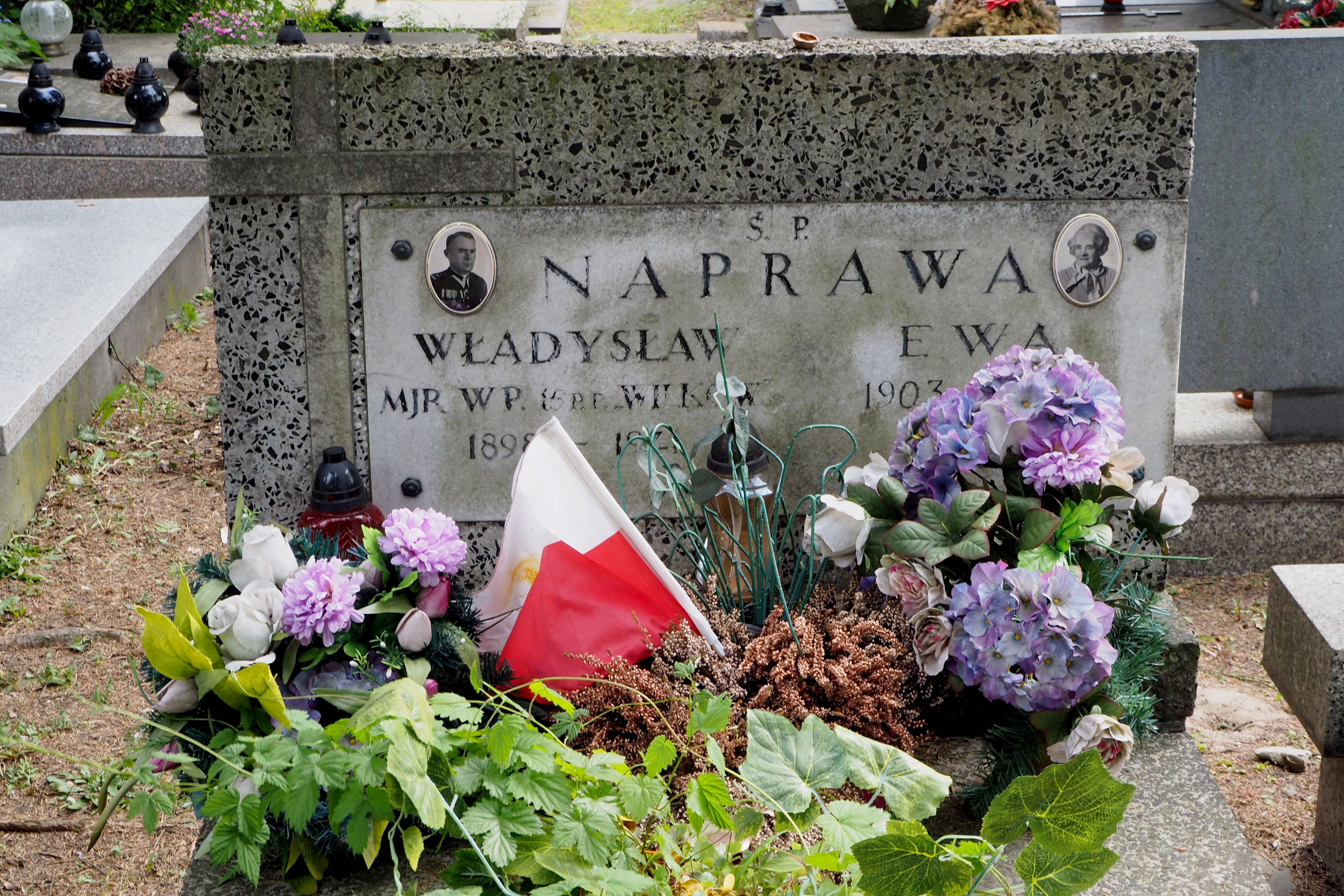
Grób majora Władysława Naprawy na Cmentarzu Wojskowym na Powązkach w Warszawie.

Urodził się 28 kwietnia 1898 we wsi Gliny (Wielkie lub Małe), w ówczesnym powiecie mieleckim Królestwa Galicji i Lodomerii.
Do 1939 pełnił służbę w 15 Pułku Piechoty „Wilków” w Dęblinie. Pod koniec wojny z bolszewikami dowodził na froncie 3. kompanią pułku. 3 maja 1922 został zweryfikowany w stopniu porucznika ze starszeństwem od 1 czerwca 1919 i 2228. lokatą w korpusie oficerów piechoty. 27 stycznia 1930 prezydent RP nadał mu z dniem 1 stycznia 1930 stopień kapitana w korpusie oficerów piechoty i 73. lokatą. Na stopień majora został mianowany ze starszeństwem z 19 marca 1938 i 49. lokatą w korpusie oficerów piechoty. W marcu 1939 na stanowisku dowódcy I batalionu macierzystego pułku.
W sierpniu 1939, w czasie mobilizacji, został wyznaczony na stanowisko oficera sztabu dowódcy piechoty dywizyjnej 28 Dywizji Piechoty. Wziął udział w kampanii wrześniowej. Od 8 do 15 września 1939 pełnił obowiązki szefa sztabu 28 DP. Od 16 września dowodził I batalionem 15 pp. Po kapitulacji załogi Modlina w niemieckiej niewoli. Przebywał w Oflagu II C Woldenberg.
Zmarł 31 grudnia 1975 w Warszawie. Został pochowany na Cmentarzu Wojskowym na Powązkach.
Był żonaty z Ewą (1903–1993).

## Ordery i odznaczenia
- Krzyż Srebrny Orderu Wojskowego Virtuti Militari – 29 września 1939 przez dowódcę Armii „Warszawa” gen. dyw. Juliusza Rómmla[21][22]
- Krzyż Walecznych dwukrotnie[23][12][24]
- Srebrny Krzyż Zasługi[23][12][25]